# Pas’cha
Eine Pas'cha (russisch пасха, russisch für Ostern) ist eine Süßspeise aus Quark, Sahne, Butter, Zucker und Eiern sowie verschiedenen Gewürzen, deren Zubereitung zum österlichen Brauchtum in der Ukraine, Russland und im Baltikum gehört.

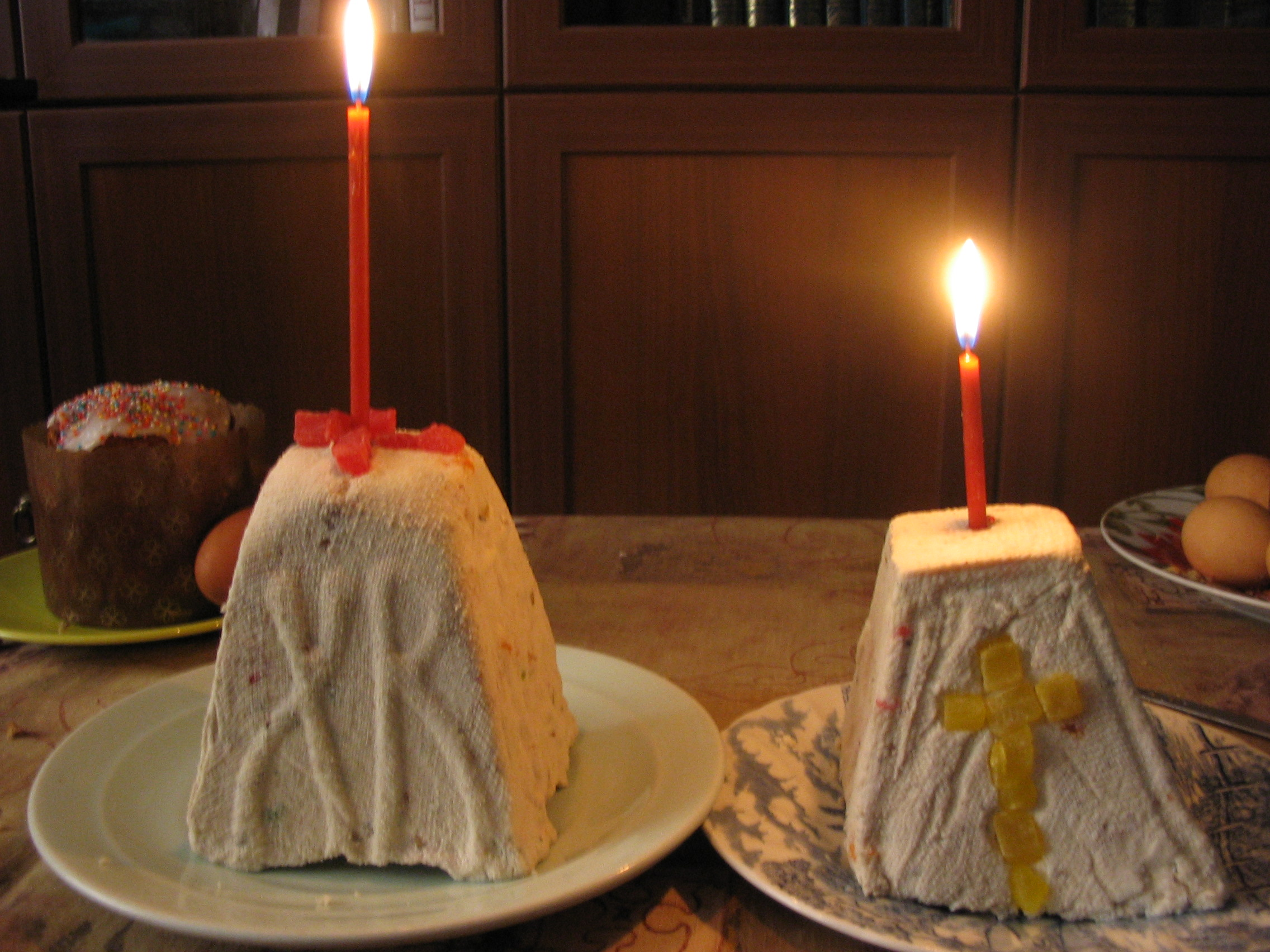
Zwei Pas'cha mit Kerzen und einem Kulitsch im Hintergrund

Gläubige der russisch-orthodoxen Kirche bringen diese Speise, wie auch rotgefärbte Eier und Kulitsch, häufig in der Osternacht nach der Liturgie oder am Ostersonntag in die Kirche, dabei werden sie vom Priester im Ritus der Speisenweihe gesegnet.